# Bamberger Führertagung
Die Bamberger Führertagung war ein Treffen der Führungsriege der Nationalsozialistischen Deutschen Arbeiterpartei (NSDAP) am 14. Februar 1926. Adolf Hitler beanspruchte dort die alleinige, kompromisslose Führung innerhalb der Partei, die er im Verlauf des Jahres auch vollständig durchsetzen konnte.

## Vorgeschichte
Nach dem gescheiterten Hitler-Ludendorff-Putsch von 1923 und dem darauffolgenden Prozess wegen Hochverrats wurde die NSDAP bis 1925 verboten und Hitler bis zum 20. Dezember 1924 in Landsberg zur Festungshaft verurteilt. Während dieser Zeit kam es zu Aufsplitterungstendenzen und wechselnden Führungsansprüchen innerhalb der Organisation. Vor allem unter Gregor Strasser bildete sich ein linker Flügel heraus, der den Antikapitalismus des 25-Punkte-Programms der Partei stärken und einen Internationalismus einführen wollte, der das vom Versailler Vertrag vermeintlich geknechtete Deutschland mit anderen kolonisierten Völkern in einen „Bund der unterdrückten Völker“ zusammenführen sollte. Strasser schrieb, das „zerrissene gemarterte, ausgesogene, versklavte Deutschland“ sei der „naturgegebene Vorkämpfer und Verbündete aller nationalen Befreiungskämpfe“. Anfang 1926 skizzierte er ein neues Parteiprogramm, in dem die Schaffung der „Vereinigten Staaten von Europa als einem europäischen Völkerbund mit einheitlichen Maß und Münzsystem“ als Ziel genannt wurde.
Innerhalb der 1925 neugegründeten NSDAP wurde im Winter 1925/1926 diskutiert, welche Position man bei der Frage der Fürstenabfindung beziehen solle. Die NSDAP-Funktionäre der Arbeitsgemeinschaft Nordwest trafen sich am 24. Januar 1926 in Hannover und sprachen sich gegen eine Entschädigung aus. Diese Auffassung stieß nicht auf die Zustimmung Hitlers, der keinesfalls Anhänger einer Fürstenentschädigung verprellen wollte und diese Frage als zweitrangig ansah, da im Freistaat Bayern bereits seit 1923 eine Regelung mit dem Haus Wittelsbach bestand. Eine drohende Spaltung der NSDAP wollte Hitler verhindern.

## Ablauf und Folgen
Am 14. Februar 1926 fand darum eine Führertagung in Bamberg (Bayern) statt. Als Veranstaltungsort diente das damalige Gasthaus zum Stöhren. Dort musste der linke Flügel der Partei unter Gregor Strasser und Joseph Goebbels seine internationalistischen Programmforderungen zurückziehen. Am Rande wischte Hitler auch die Vorstellungen zu Sozialismus und Fürstenenteignung vom Tisch. Der Völkische Beobachter meldete, es sei völlige Einmütigkeit erreicht worden. Adolf Hitler ging gestärkt aus dieser Auseinandersetzung hervor, vereinte die Parteiflügel und wurde alleiniger Führer der NSDAP. Mit der wenig später verabschiedeten Parteisatzung vom 22. Mai 1926, die das 25-Punkte-Programm von 1920 für unabänderbar erklärte, war der Sieg über die Strasser-Gruppe vollkommen.
Joseph Goebbels allerdings zeigte sich in seinem Tagebucheintrag von Hitler zutiefst enttäuscht:
„Hitler redet. Zwei Stunden. Ich bin wie geschlagen. Welch ein Hitler? Welch Reaktionär? Fabelhaft ungeschickt und unsicher. Russische Frage: vollkommen daneben. Italien und England naturgegebene Bundesgenossen. Grauenhaft! Unsere Aufgabe ist die Zertrümmerung des Bolschewismus. Bolschewismus ist jüdische Mache! […] Fürstenabfindung! Recht muss Recht bleiben. Auch den Fürsten. Frage des Privateigentums nicht erschüttern! Grauenvoll!! […] Strasser spricht. Stockend, zitternd, ungeschickt, der gute, ehrliche Strasser, ach Gott, wie wenig sind wir diesen Schweinen da unten gewachsen. […] Wohl eine der größten Enttäuschungen meines Lebens. Ich glaube nicht mehr restlos an Hitler. Das ist das Furchtbare: mir ist der innere Halt genommen. Ich bin nur noch halb.“
Zwei Monate später aber schrieb Goebbels, der nach einer Rede von Hitler umarmt worden war: „Ich bin so etwas von glücklich!“ Am 25. Juli 1926 trug Goebbels im Tagebuch ein: „Ihm [Hitler] fühle ich mich bis zuletzt verbunden. Nun ist mir der letzte Zweifel geschwunden. Deutschland wird leben! Heil Hitler!“  Schließlich rechtfertigte er seine Kehrtwendung in einem offenen Brief vom 15. November 1926.
Strasser, der seit 1931 zunehmend unternehmerfreundliche Positionen vertrat und von einzelnen Großindustriellen Spenden entgegennahm, trat wegen wiederkehrender Differenzen mit Hitler 1932 von allen Parteiämtern zurück. Am 30. Juni 1934 wurde er beim sogenannten Röhm-Putsch von der Gestapo ermordet.